# Kishidaia conspicua
Kishidaia conspicua är en spindelart som först beskrevs av Ludwig Carl Christian Koch 1866.  Kishidaia conspicua ingår i släktet Kishidaia och familjen plattbuksspindlar. Utöver nominatformen finns också underarten K. c. concolor.